# Paola Pascolini
Paola Pascolini (Grottaglie, 7 novembre 1942) è una sceneggiatrice italiana, attiva in cinema e televisione. È autrice, o coautrice, anche di soggetti, storie e copioni per attori fra cui Roberto Benigni per il quale ha scritto nel 1982 i testi dello spettacolo televisivo L'Uovo Mondo.

## Biografia
È fra gli sceneggiatori della serie televisiva RAI Un medico in famiglia e, per il cinema, del film del 1984 di Tonino Pulci Ladies & Gentlemen.

## Filmografia

### Cinema
- Ladies & Gentlemen, regia di Tonino Pulci (1984)
- Chi c'è c'è, regia di Piero Natoli (1987)
- Taxi Killer, regia di Stelvio Massi (1988)
- Le complici, regia di Emanuela Piovano (1998)

### Televisione
- Investigatori d'Italia, regia di Paolo Poeti – miniserie TV (1987)
- Diciottanni - Versilia 1966 – serie TV, 3 episodi (1988)
- E non se ne vogliono andare!, regia di Giorgio Capitani – miniserie TV (1988)
- E se poi se ne vanno?, regia di Giorgio Capitani – miniserie TV (1989)
- Una casa a Roma, regia di Bruno Natoli – miniserie TV (1988)
- Doris una diva del regime, regia di Alfredo Giannetti – miniserie TV (1991)
- Uno di noi, regia di Fabrizio Costa – serie TV (1996)
- Nuda proprietà vendesi, regia di Enrico Oldoini – film TV (1997)
- Mamma per caso, regia di Sergio Martino – miniserie TV (1997)
- La dottoressa Giò, regia di Filippo De Luigi – serie TV, 5 episodi (1997)
- Un medico in famiglia – serie TV (1998-2007)
- Piovuto dal cielo, regia di José María Sánchez – miniserie TV (2000)
- Padri, regia di Riccardo Donna – miniserie TV (2002)
- Lo zio d'America, regia di Rossella Izzo – serie TV, 8 episodi (2002)
- Giorni da Leone, regia di Francesco Barilli – miniserie TV (2002)
- Chiaroscuro, regia di Tomaso Sherman – miniserie TV (2003)
- Al di là delle frontiere, regia di Maurizio Zaccaro – miniserie TV (2004)
- Il bambino sull'acqua, regia di Paolo Bianchini – film TV (2005)
- Il padre delle spose, regia di Lodovico Gasparini – film TV (2006)
- Giorni da Leone 2, regia di Francesco Barilli – miniserie TV (2006)
- Ma chi l'avrebbe mai detto, regia di Giuliana Gamba e Alessio Inturri – miniserie TV (2007)
- Il figlio della luna, regia di Gianfranco Albano – film TV (2007)
- Le ragazze di San Frediano, regia di Vittorio Sindoni – miniserie TV (2007)
- Capri – serie TV, 13 episodi (2008)
- Due mamme di troppo, regia di Antonello Grimaldi – film TV (2009)
- L'amore non basta (quasi mai...), regia di Antonello Grimaldi – miniserie TV (2011)
- L'una e l'altra, regia di Gianfranco Albano – film TV (2012)
- Sposami, regia di Umberto Marino – miniserie TV (2012)
- Né con te né senza di te, regia di Vincenzo Terracciano – miniserie TV (2012)
- Rodolfo Valentino - La leggenda, regia di Alessio Inturri e Luigi Parisi – miniserie TV (2014)
- Se potessi dirti addio, regia di Simona Izzo e Ricky Tognazzi – miniserie TV (2024)